# ISS-Expedition 63
ISS-Expedition 63 ist die Missionsbezeichnung für die 63. Langzeitbesatzung der Internationalen Raumstation (ISS). Die Mission begann mit dem Abkoppeln des Raumschiffs Sojus MS-15 von der ISS am 17. April 2020 und endete mit dem Abkoppeln von Sojus MS-16 am 21. Oktober 2020.

## Mannschaft

### Hauptbesatzung
Seit der Expedition 20 im Jahr 2009 besteht die Stammbesatzung der ISS aus sechs Raumfahrern, die jeweils an zwei aufeinanderfolgenden Expeditionen teilnehmen. Wegen Verzögerungen bei der Fertigstellung der neuen US-Raumschiffe Crew Dragon und CST-100 Starliner ist die ISS jedoch seit dem 6. Februar 2020 nur noch mit mindestens drei Personen besetzt.
Die dreiköpfige Stammmannschaft der Expedition 63 erreichte die Raumstation bereits eine Woche vor Expeditionsbeginn mit dem russischen Zubringerflug Sojus MS-16:
- Chris Cassidy (3. Raumflug), Kommandant (USA/NASA)
- Anatoli Iwanischin (3. Raumflug), Bordingenieur (Russland/Roskosmos)
- Iwan Wagner (1. Raumflug), Bordingenieur (Russland/Roskosmos)

Ende Mai 2020 brachte der NASA-Flug SpX-DM2 zwei weitere Astronauten zur ISS. Diese gehörten nur bis Anfang August 2020 der Expedition 63 an, da das verwendete Raumschiff für höchstens 110 Tage Flugdauer ausgelegt war:
- Douglas Hurley (3. Raumflug), Bordingenieur (USA/NASA)
- Robert Behnken (3. Raumflug), Bordingenieur (USA/NASA)

Am 14. Oktober 2020 wurde mit Sojus MS-17 die Stammbesatzung bis zum Abkoppeln von Sojus MS-16 auf sechs Personen aufgestockt:
- Sergei Ryschikow (2. Raumflug), Kommandant (Russland/Roskosmos)
- Sergei Kud-Swertschkow (1. Raumflug), Bordingenieur (Russland/Roskosmos)
- Kathleen Rubins (2. Raumflug), Bordingenieurin (USA/NASA)

### Ersatzmannschaft
Seit Expedition 20 wird wegen des permanenten Trainings für die Besatzungen keine offizielle Ersatzmannschaft mehr bekanntgegeben. Inoffiziell gelten die Backup-Crews der jeweiligen Zubringerraumschiffe (siehe dort) als Ersatzmannschaft. In der Regel kommen diese Crews dann jeweils zwei Missionen später selbst zum Einsatz.

## Missionsbeschreibung
Mit einer Dauer von gut einem halben Jahr war die Expedition 63 die längste seit der Expedition 17 im Jahr 2008.

### Frachtverkehr
Als erster Versorgungsflug während der Expedition 63 erreichte am 25. April 2020 der russische Raumfrachter Progress MS-14 die ISS. Gut zwei Wochen später wurde der US-amerikanische Frachter Cygnus NG-13 „Robert H. Lawrence“ mit dem „Canadarm“-Greifarm von der Station abgekoppelt und für den Rückweg zur Erde freigegeben.
Am 25. Mai koppelte mit der Mission HTV-9 das letzte Exemplar des japanischen Versorgungsraumschiffs H-2 Transfer Vehicle „Kounotori“ an. Es brachte 6,2 Tonnen Fracht zur ISS, darunter das Gerät Solid Combustion Experiment Module zur Untersuchung von Verbrennungsvorgängen in der Schwerelosigkeit und neue Lithium-Ionen-Akkumulatoren für die Stromversorgung der Station. Das HTV wird künftig von dem neu entwickelten HTV-X abgelöst. Der russische Raumfrachter Progress MS-13 legte am 8. Juli ab und wurde am 23. Juli durch Progress MS-15 ersetzt. HTV-9 legte am 18. August ab, am 5. Oktober 2020 koppelte der US-amerikanische Raumfrachter Cygnus NG-14 an.

### Außenbordeinsätze
Während der Expedition 63 unternahmen Chris Cassidy und Robert Behnken mehrere Außenbordeinsätze, um Batterien im Segment S6 auszutauschen. Da zeitweise nur ein einziger US-Astronaut an Bord war, hatte sicherheitshalber auch Anatoli Iwanischin die Benutzung der amerikanischen Raumanzüge geprobt.